# Ciclul Calvin

Ciclul Calvin

Ciclul Calvin este o etapă din fotosinteză care cuprinde acele reacții chimice de conversie a dioxidului de carbon la glucoză. Are loc în toate organismele eucariote fotosintetizatoare, dar și la bacteriile fotosintetizatoare. La plante, aceste reacții au loc în stroma cloroplastelor. Rolul ciclului Calvin este preluarea anumitor produși (precum ATP și NADPH) din reacțiile dependente de lumină, pe baza cărora au loc alte reacții chimice. Energia conferită de ATP și efectul reducător al NADPH sunt folosite pentru a produce glucide. Există trei faze, mai exact: carboxilarea, reacțiile de reducere și regenerarea ribulozo 1,5-bisfosfatului (RuBP).